# Maria Carolina de Bourbon-Duas Sicílias (1856–1941)
Maria Carolina Josefina Ferdinanda de Bourbon-Duas Sicílias (em italiano:  Maria Carolina Giuseppina Ferdinanda di Borbone-Due Sicilie) (Nápoles, 21 de fevereiro de 1856 — Varsóvia, 7 de abril de 1941) foi uma princesa de Bourbon-Duas Sicílias por nascimento e condessa pelo seu casamento com Andrzej Przemysław Zamoyski, conde Saryusz de Zamoysc-Zamoyski.

## Família
Maria Carolina era a terceira filha e quarta criança nascida de Francisco, Conde de Trápani e de Maria Isabel de Áustria-Toscana. Seus avós paternos eram o rei Francisco I das Duas Sicílias e a rainha Maria Isabel de Bourbon. Seus avós maternos eram Leopoldo II, grão-duque da Toscana e Maria Antónia das Duas Sicílias. Maria Antónia, sua avó materna, também era filha do rei Francisco I e de Maria Isabel de Bourbon, sendo portanto irmã de Francisco, pai de Maria Carolina.
Ela tinha seis irmãos, entre eles: Maria Antonieta, esposa de Afonso, Conde de Caserta, e pretendente ao trono das Duas Sicílias; Leopoldo; Maria Teresa Pia; Fernando e Maria Anunciata.

## Biografia
Em 19 de novembro de 1885, aos 29 anos de idade, a princesa casou-se com o nobre polonês, Andrzej Przemysław Zamoyski, de 33 anos, em Paris, na França. Ele era filho do conde Stanisław Kostka Zamoyski e de Róża Marianna Potocka.
Eles tiveram sete filhos:
- Maria Josefa Zamoyska (23 de maio 1887 – 17 de fevereiro 1961), primeiro foi casada com o príncipe Karol Radziwillm, com quem teve um filho, e em seguida casou-se com Johann Bisping, com quem teve 13 filhos;
- Francisco José Zamoyski (1888 – 1948), marido da condessa Sophie Broel-Plater, com quem teve cinco filhos;
- Stanislau Zamoyski (1889 – 1913), não se casou e nem teve filhos;
- Maria Isabel Zamoyska (1891 – 1957), esposa de Stefan Brzozowski, de quem teve uma filha;
- Maria Teresa Zamoyska (1894–1953), esposa do conde Jerzy Jezierski. Sem descendência;
- Maria Carolina Zamoyska (22 de setembro de 1896 – 9 de maio de 1968), foi duquesa de Castro como esposa de seu primo Rainiério de Bourbon-Duas Sicílias, com quem teve dois filhos;
- Jan Kanty Zamoyski (17 de agosto de 1900 – 28 de setembro de 1961), conde Saryusz von Zamoysc-Zamoyski. Foi marido de Isabel Afonsa de Bourbon-Duas Sicílias, com quem teve quatro filhos.

## Títulos, estilos e honras

### Títulos e estilos
- 21 de fevereiro de 1856 – 19 de novembro de 1885: Sua Alteza Real Princesa Maria Carolina das Duas Sicílias
- 19 de novembro de 1885 – 7 de abril de 1941: Sua Alteza Real Condessa Maria Carolina Zamoyska

### Honras
- Espanha: 1174.° Dama da Ordem da Rainha Maria Luísa - .